# Ctěnice (zámek)
Zámecký areál Ctěnice leží v osadě Ctěnice, která od roku 1950 spadá do katastrálního území Vinoř a od roku 1974 je součástí Prahy 9. Je chráněn jako kulturní památka. Od roku 2012 je areál ve vlastnictví Muzeum Prahy, které zajišťuje jeho správu, údržbu i další rozvoj. Muzeum zde provozuje stálou expozici, pořádá kulturní a vzdělávací akce pro veřejnost a dlouhodobě usiluje o zpřístupnění areálu široké veřejnosti.

## Historie zámku

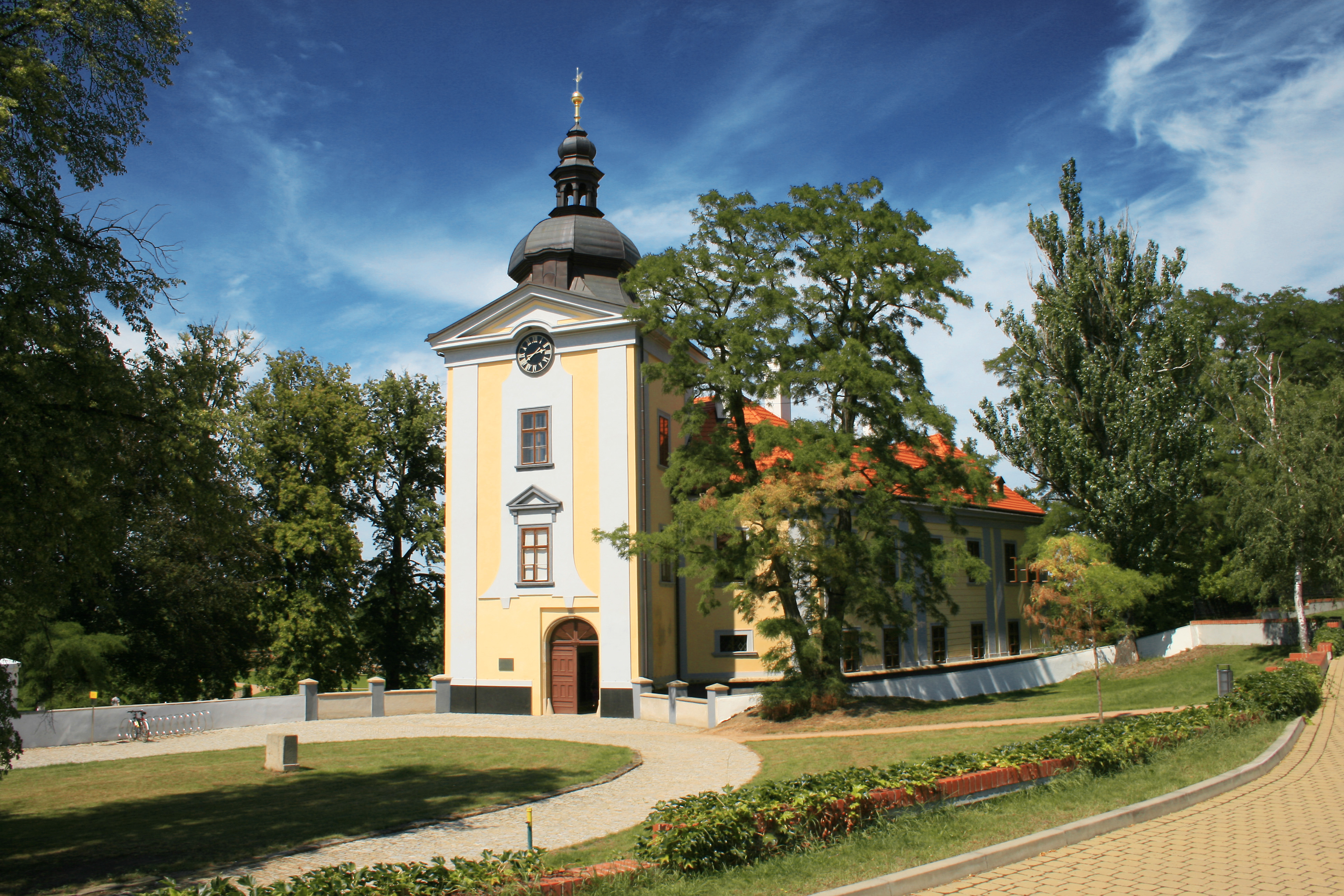
Hlavní zámecká budova

První zmínka o zdejší gotické tvrzi pochází z roku 1372, kdy ji koupil pražský měšťan Jan Zeiselmeister od Gery Galmové. Tvrz byla chráněna bažinatými loukami a příkopem vytesaným ve skále.
Od roku 1502 vlastnil Ctěnice Václav Hrzán z Harasova a v držení jeho rodu pak byly až do roku 1572. Nejdříve statek roku 1520 zdědil jeho syn Adam a v roce 1544 pak Adamův syn Mikuláš – druhý syn Václav obdržel blízký Jenštejn. Mikuláš dal zřejmě kolem roku 1550 přestavět starou tvrz na renesanční zámek zřízením dalších traktů při hradební zdi s arkádami do nádvoří, a úpravou vstupní věže. Z této přestavby se dodnes dochovaly hospodářské budovy – hospodářský dvůr se sýpkou a pozdně barokní stodoly. Když pak před rokem 1565 Mikuláš Hrzán z Harasova zemřel, stal se poručníkem jeho nezletilých sirotků již zmíněný bratr Václav, který sirotčí majetek spravoval zřejmě velmi nedbale. Po dosažení zletilosti musel Mikulášův syn Adam ves se zámkem nabídnout k prodeji. Před rokem 1572 koupil Ctěnice Petr Myška ze Žlunic.
Na zdejším sídle se pak majitelé často střídali. Žili zde mimo jiné Hazmburkové či Valdštejnové. Velmi důležité bylo období působení Windischgrätzů, kteří panství drželi až do roku 1803. Ti nechali ve 30. letech 18. století přestavět renesanční zámek ve stylu klasicizujícího baroka, který se dochoval dodnes. Autorem přestavby byl pražský architekt Václav Špaček. Vstupní věž byla snížena o oktogonální část a zakončena tříbokým štítem s cibulovou střechou a lucernou. Zámecká budova je do nevelkého pětibokého nádvoří patrová, k okolnímu terénu dvoupatrová, krytá valbovou střechou. Vnější fasáda je členěna lizénami, do nádvoří jsou v přízemí slepé pilířové arkády. K vjezdu ve věži vede klenutý most přes příkop, který je dosud částečně zachován.
Od roku 1803 se majitelé opět často měnili. V roce 1849 získaly Ctěnice nového majitele – velkopodnikatele a velkoobchodníka Alexandra Schoellera (rakouský rytířský stav jako: "Wilhelm Alexander Ritter von Schoeller", rytíř řádu Železné koruny III. třídy - za zásluhy o rozvoj průmyslu, povýšen Diplomem císaře Fr. Josefa I., dne 18. dubna 1863), který koupil celý majetek jako pozůstalost po Aloisii hraběnce Desfoursové. Schoellerové představovali v Rakousko-Uhersku i střední Evropě významný ekonomický subjekt. Alexander Schoeller zakoupil v polovině 19. století nedaleký čakovický velkostatek a záhy vystavěl na místě statku cukrovar, který byl spojen s tratí České severní dráhy od roku 1872 soustavou vleček. Roku 1889 cukrovar vyhořel a následně při rekonstrukci byl přestavěn do dnešní podoby. V rukou Schoellerů byl pak zámek až do druhé světové války, kdy byl zestátněn. Po válce připadl zámecký areál Ctěnice Státnímu statku hl. m. Prahy.
Dnešním majitelem je Hlavní město Praha, které objekt nechalo zrekonstruovat. V roce 1995 byl svěřen Pražské informační službě a od roku 2012 zámecký areál spravuje a provozuje Muzeum Prahy.

## Zámecký areál Ctěnice

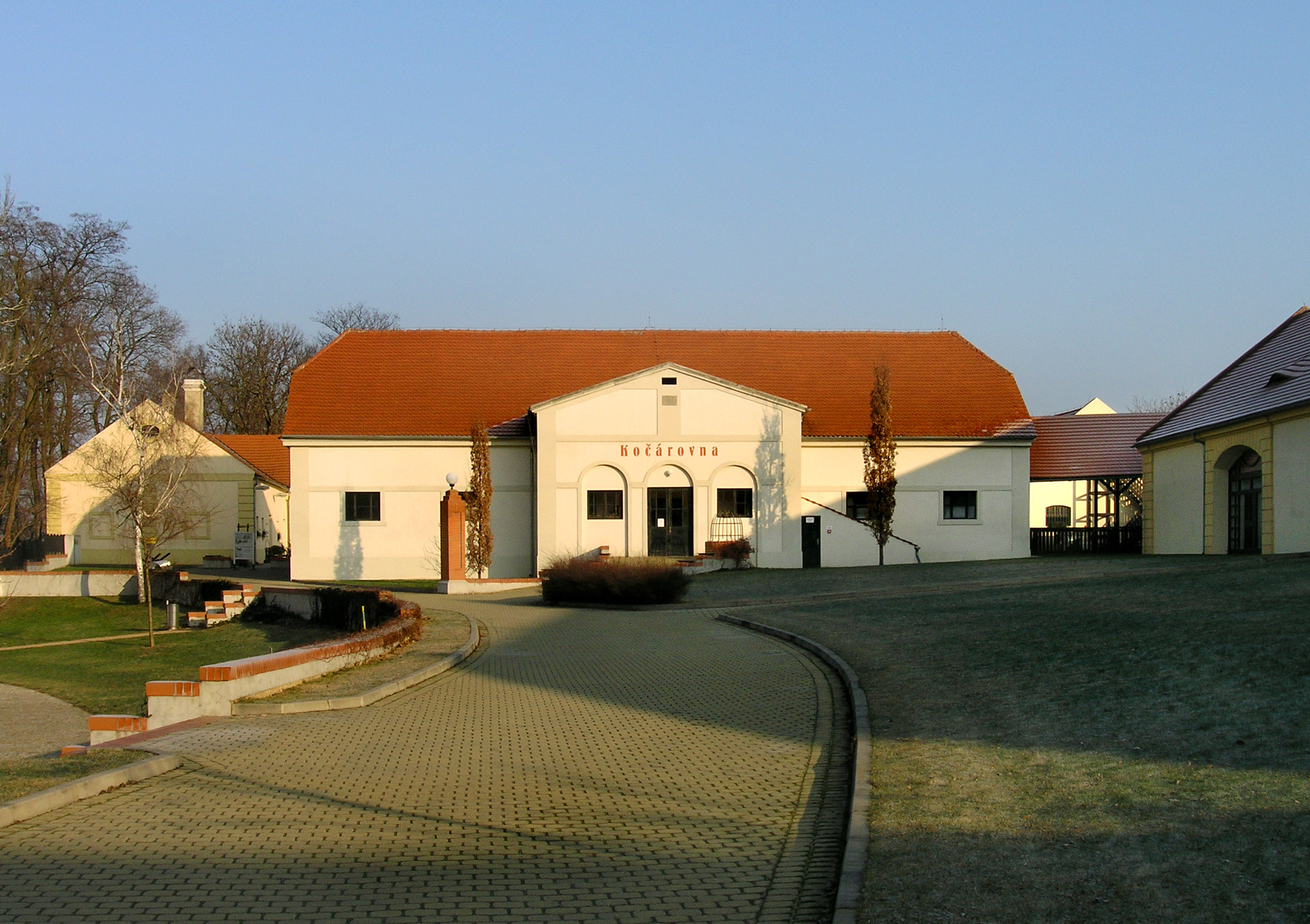
Kočárovna

Zámecký areál Ctěnice tvoří kromě zámku i hospodářské budovy a volně přístupný zámecký park.
Zámecká sýpka – je nejcennější objekt z hospodářských budov. Jde o dvoupatrovou stavbu se sedlovou střechou. Fasádu člení řady malých obdélníkových okének s kamenným ostěním a mříží. V jižní štítové straně jsou odhalena kamenná barokní ostění. Dnes je budova sýpky přestavěna na Zámecký hotel.
Zámecké bistro Ctěnice – přízemní stavba pojící se téměř kolmo k sýpce, která je dnes přestavěna na bistro s kavárnou.
Kočárovna – obdélná stavba s předstupujícím portikem stojící na podélné ose. Zde se do roku 2011 nacházela vyhlášená expozice kočárů. Dnes prostor slouží ke kulturním akcím a také ke svatebním pronájmům.
Za kočárovnou stojí samostatný hospodářský dvůr na půdorysu „U“, kde od r. 1998 sídlí Jezdecká společnost Ctěnice.
Špejchar – hospodářská budova vpravo od vstupní brány, která sloužila původně zřejmě jako ovčín (eventuálně se uvádí také jako špejchar). Patrová stavba se sedlovou střechou a s fasádou členěnou vysokými slepými arkádami, ve kterých jsou pouze segmentově zaklenutá okna a vstupy. Objekt slouží jako administrativní budova.
Jízdárna - nejdelší budova v celém areálu. Nachází se zde krytá jízdárna a velký sál.
Drábovna – v jádru barokní stavba se nachází před areálem zámku při Bohdanečské ulici. Tvoří nedílnou součást celého areálu.
Zámecký park má výměru 2,33 ha a navazuje na zámek ze severní a východní strany. Parkem protéká Ctěnický potok, který ho podélně dělí téměř na polovinu. Park je nyní komponován na podélnou osu s ovocnou alejí.
V severovýchodní části je novostavba altánu, za ním zahradnictví, ve kterém je dochovaná dodnes funkční technická památka - vytápěný skleník.
Areál parku a zámku s hospodářským dvorem obíhá mohutná kamenná zeď. Park i ostatní objekty jsou památkově chráněny.

## Expozice
- Řemesla v pořádku. Historie profesního sdružování řemeslníků od středověku po současnost  – historie a způsoby prezentace řemeslných spolků

- Dějiny obce Vinoře. Od pravěku do 20. století – proměny obce Vinoře v časea důležité vinořské občany a rodáky.

- Zámek Ctěnice. Dějiny, stavební vývoj a obnova – historii ctěnického panství od nejstarších dob až do současnosti

K expozicím i výstavám se průběžně konají doprovodné akce, jako např. Masopust, Jablkobraní, Svatohubertské slavnosti, adventní a velikonoční tvůrčí dílny a řada dalších akcí z oblasti řemesel a tradiční lidové kultury.